# Tethea caspica
Tethea caspica är en fjärilsart som beskrevs av Ebert 1976. Tethea caspica ingår i släktet Tethea och familjen sikelvingar. Inga underarter finns listade i Catalogue of Life.